# Escitridídeos
Escitridídeos (Scythrididae) é uma família de insectos da ordem Lepidoptera.